# Мюфке, Карл Людвигович
Карл Людвигович Мюфке (полное имя Карл-Герман-Людвиг Людвигович Мюфке, нем. Karl Hermann Ludwig Müffke; 30 января (11 февраля) 1868 — 14 февраля 1933) — русский и советский архитектор, художник и строитель корпусов Саратовского государственного университета имени Н. Г. Чернышевского, а также известен как зодчий казанских архитектурных памятников, таких как Здание Казанской художественной школы и «Дом Ушковой» (Национальная библиотека Республики Татарстан).

## Биография
О детских и юношеских годах К. Л. Мюфке имеются весьма скудные сведения, преимущественно общего характера, которые не позволяют в полном объёме воссоздать картину первых лет жизни будущего архитектора. Известно лишь, что родился он в Воронеже 30 января (11 февраля) 1868 года в небогатой семье аптекаря-провизора — Людвига Ивановича Мюфке (Ludwig Ernst Benjamin Müffke) и Марии Германовны Столль (Штоль), дочери известного воронежского врача и благотворителя Г. Ф. Столля.
Учился в местной гимназии, после чего, проявив склонность к точным дисциплинам, поступил в Петербургскую академию художеств на архитектурное отделение. В 1893 году, в связи с реорганизацией академии, Мюфке переведён слушателем Высшего художественного училища. В 1896 году Карл Людвигович успешно окончил училище и получил звание архитектора-художника.
В качестве поощрения за хорошую учёбу Мюфке был направлен в поездку по Италии, Франции, Германии и Австрии для ознакомления с лучшими образцами европейской архитектуры. Изучение классической архитектуры Рима способствует формированию уникальных навыков архитектора и художника. По возвращении в Россию в 1897 году Мюфке получает назначение на государственную службу в Казанскую художественную школу, бывшую в ведении Академии художеств.
С 1897 г. по 1910 г. художник постоянно проживает в Казани, совершенствуя свои познания в архитектурном деле, в котором обретает довольно большую известность и популярность. Помимо творческой работы и руководства строительством, не прекращавшихся на протяжении более чем двадцати лет ни на один день, К. Л. Мюфке занимался педагогической деятельностью. Заведуя архитектурным отделением Казанской художественной школы, он проводит активную преподавательскую работу по разнообразным предметам, в частности, по истории архитектуры, теории перспективы и теней, черчению, рисованию и живописи.
В Казани в 1900 году Мюфке женился на дочери смотрителя своей же школы молодой художнице Наталье Ерминингельдовне Арбузовой (1879—1907). Вскоре родилось двое сыновей — Александр Карлович и Константин Карлович. Карл и Наталья были счастливы в браке. Вместе супруги участвовали в организованных Карлом в школе театральных спектаклях, концертах, костюмированных вечерах-карнавалах, декорировали здание школы, готовили костюмы. В устроенном им же благотворительном бале-маскараде Наталья победила в конкурсе и запомнилась многим в костюме под девизом «жемчужина».
К сожалению, врачи обнаружили у Натальи опухоль, и она умерла. Карл тяжело переносил эту утрату. «Я потерял самое дорогое для меня существо. От „жемчужиной раковинки“ осталась одна оболочка, а самой моей „жемчужинки“ уже больше нет на свете…» — пишет он Зинаиде и Алексею Ушковым (см.: дом Алексея и Зинаиды Ушковых).
Спустя год в Воронеже умирает отец Карла, Людвиг Иванович. После утраты близких у Мюфке начались нервные расстройства, после которых председатель худсовета Геннадий Медведев отправил Мюфке в отпуск.
На протяжении почти двух лет Мюфке не занимался профессиональной деятельностью. Трудный период в жизни зодчего закончился благодаря удачному стечению обстоятельств. В 1909 году было принято решение об открытии в Саратове Императорского университета, ректором назначается доктор медицины, профессор Разумовский В. И. — старый друг Карла Людвиговича и бывший лечащий врач его жены. Естественно, он был в курсе тяжелых событий в жизни Мюфке и пригласил его на должность архитектора-строителя Саратовского университета.
С лета 1909 года Карл Людвигович живёт в двух городах, совмещая должности архитектора университета в Саратове и работу в Художественной школе в Казани, где остались на попечительстве родителей покойной жены сыновья Мюфке. Только в 1912 году Мюфке окончательно переезжает в Саратов, получив отставку в Художественной школе.
После нескольких лет жизни в Саратове в 1916 году Мюфке женился во второй раз. Избранницей его стала Анастасия Михайловна Ногина, которая была младше его на 22 года. В 1916 году Карл Людвигович перевозит в Саратов детей, местом жительства семьи становится дом по ул. Железнодорожная 23 (ул. Вавилова 51, на здании висит мемориальная доска.), построенный по проекту Мюфке из бракованных материалов со строительства Университета.
В 1920 году он был избран во вновь открывшемся Саратовском политехническом институте профессором «гражданской архитектуры и архитектурных форм». Он читал лекции и руководил практическими занятиями до 1923 года, то есть до закрытия института.
В конце 1930 года здоровье архитектора резко пошатнулось, и он вынужден был оставить работу в университете. До сих пор[когда?] не ясно, почему Карл Людвигович последние годы своей жизни доживал в полном одиночестве, зарабатывая вышивкой себе на пропитание. Жена и дети покинули его. Директор научной библиотеки Саратовского университета Вера Александровна Артисевич вспоминала:
В марте 1933 года Мюфке скончался. Это было страшное время. В городе тогда очень часто можно было видеть мертвых, которые лежали прямо на снегу. К.Л. Мюфке, как и многие другие в ту пору, умер от голода, от сильного истощения...
Похороны были очень простыми, за гробом шли всего три человека: Амброжий Николай Михайлович, химик по специальности, а в то время председатель месткома, Белорусова Александра Михайловна — бухгалтер университета, одна из старейших работников, и я. Больше никого не было...
Похоронен К. Л. Мюфке в Саратове на Воскресенском кладбище. Только совсем недавно[когда?] на могиле его на средства университета установлен чёрный мраморный памятник.
- Особняк Мюфке на ул. Железнодорожной
- Мемориальная доска Мюфке К.Л.
- Мюфке К.Л. памятник на могиле

## Дети
- Константин Карлович Мюфке (1903—1968), театральный и киноактёр, один из первых исполнителей в кино роли В. И. Ленина («Великое зарево» Михаила Чиаурели, 1938 год).
- Александр Карлович Мюфке (1.08.1900 — 4.10.1970) похоронен на Воскресенском кладбище Саратова.

## Работа Мюфке в Казани
В 1897 году в Казани была открыта Казанская художественная школа, административно подчинявшаяся Академии художеств, и успехом увенчалось ходатайство об открытии в школе архитектурного класса. На должность преподавателя этого класса и был приглашен возвратившийся из европейской поездки К. Л. Мюфке. С 1898 года по 1900-й преподавание он совмещает с заведованием школой. Мало того, ему же поручается составление проекта и руководство строительством собственного здания школы. Карл Людвигович блестяще справляется с поручением, и Казань получает одну из своих архитектурных жемчужин — Здание Казанской художественной школы.
Попечитель Казанского учебного округа удовлетворяет прошение Мюфке о занятии вакансии архитектора Казанского университета. Ему поручается произвести существенные перестройки в главном здании, выполнить проект и руководить строительством западного пристроя к нему. Кроме того, им были составлены проекты восточного пристроя к тому же главному зданию для анатомического, физического, химического и гигиенического институтов, не осуществленные в связи с начавшейся в 1904 году русско-японской войной.
Практически одновременно Карл Людвигович получает частный заказ от обучавшегося в то время в университете Алексея Константиновича Ушкова, сына миллионера и мецената К. К. Ушкова и племянника основателя крупнейшей в России группы химических заводов Петра Капитоновича Ушкова, скончавшегося в 1898 году. Этот дом должен был стать свадебным подарком студента А. Ушкова его невесте Зинаиде Николаевне Высоцкой, дочери профессора хирургической патологии Казанского университета Николая Фёдоровича Высоцкого. Ушков покупает дом казанского купца Романова, и поначалу там размещается госпиталь для раненых воинов.
После окончания войны начинается строительство невиданного до того в Казани по роскоши особняка — это Дом Ушковой. Сейчас в этом здании разместилась часть Национальной библиотеки РТ. Розовая гостиная (отдел абонементов) радует глаз веселой росписью, в мир ислама погружают комната и соседнее с ней помещение в эркере, выполненные в мавританском стиле. Во времена Ушковых мавританский колорит этой комнаты подчеркивали развешанные по стенам ятаганы, сабли, кинжалы. Это бывшая курительная комната, а в настоящее время зал выставок. На великолепных дверях многократно повторено изображение тугры турецкого султана и надпись «Нет Бога, кроме Аллаха…».
С особняком тесно связано имя Евгения Константиновича Завойского — он жил в одной из комнат двухэтажного, ныне снесенного флигеля во дворе. Именно на время жизни в этом флигеле падает открытие выдающимся физиком явления ЭПР — электронного парамагнитного резонанса.
Отдельного рассказа заслуживают витражи на лестнице работы мастерской Шарля Шампиньоля-сына, представителя славной династии французских витражистов. Скорее всего, Карл Людвигович свел знакомство с ним ещё в ходе своей пансионерской поездки по Европе. Надо сказать, что он вовремя успел сделать заказ: в октябре 1905 года Шампиньоль скончался.
На бывшей Кирпично-Заводской (ныне улица Хади Атласи) сохранился собственный дом архитектора — симпатичный двухэтажный особняк, проданный потом уехавшим в Саратов К. Л. Мюфке Казанскому институту коммунального строительства.
- Казань. Художественная школа
- Дом Ушковой З. Н.

## Работа Мюфке в Саратове
С открытием в Саратове нового университета жизнь и деятельность Мюфке навсегда связывается с этим городом.
Первый ректор Саратовского университета профессор В. И. Разумовский, перебирая в памяти все известные ему кандидатуры на пост архитектора-строителя, не случайно остановил свой выбор именно на К. Л. Мюфке, человеке, имевшем к тому времени богатую строительную практику и отличавшемся идеальной честностью. В своем письме к министру народного просвещения А. Н. Шварцу ректор так объяснял собственный выбор:
...он уже работал в этой специальной области: в 1903 году в Казани он, по поручению местного университета, составлял проекты и сметы Анатомического института; ...по указаниям... Мюфке здание общежития в Казанском университете было приспособлено под кафедры патологической анатомии, судебной медицины и оперативной хирургии. Кроме того... архитектор Мюфке известен мне как опытный, добросовестный и искусный строитель: ему принадлежит постройка лучшего здания, служащего украшением города Казани — художественной школы (1904 г.). Мюфке же построены другие выдающиеся здания, например, дом Ушакова, считающийся одним из лучших...
Предложение занять пост архитектора-строителя Саратовского университета Карл Людвигович встретил с радостью. Его привлекла масштабность строительства, возможность самостоятельной, творческой работы. По прибытии его в Саратов ему сразу же было поручено составление проектов университетских зданий, выбор участка под строительство, а также общее руководство всеми работами.
Что касается места для строительства университетских зданий, то наиболее удачным считалась Московская площадь: она имела большие размеры, была свободна от старых и массивных строений, а главное, обладала необходимым для этого рельефом. Ежедневно на многочисленных подводах сюда привозили камни, булыжники и кирпичи. Все земляные работы велись вручную нанятыми рабочими. Причем Карл Людвигович не только организовывал и руководил всем ходом работ, но также самолично производил закупки строительного материала и проверял его качество,— без его письменного заключения ни один из стройматериалов не оплачивался и не закупался.
Под руководством Карла Людвиговича и по его проектам были построены четыре основных корпуса, составивших завершенный Ансамбль Саратовского университета (пятый корпус, построенный в 1952 году, является по сути зеркальным отражением третьего), университетская пристройка в городской больнице, газовый завод университета на Белоглинской улице. В клиническом городке выросли здания клиник: корпус № 1 — клиника хирургии, корпус № 2 — клиника нервных болезней, корпус № 3 — клиника уха, горла и носа. В 1916 году Саратовская дума изыскала средства для продолжения строительства в клиническом городке. Было начато сооружение нервно-психиатрической клиники, произведены земляные работы, заложен фундамент и возведены стены первого этажа, но в 1917 году, после прихода к власти Временного правительства, работы снова были прерваны. Во время строительства корпусов университета и клинического городка ближайшими помощниками К. Л. Мюфке были молодой архитектор-художник Владимир Дмитриевич Караулов и техник гражданских сооружений Сергей Федорович Рогозин. Общий контроль над всеми архитектурно-строительными делами осуществлял городской архитектор Алексей Маркович Салько. Невозможно перечислить всех, кто принимал участие в строительстве университета: каменщиков, штукатуров, плотников, столяров, возчиков, десятников… Известно, что все лепные работы производили известные саратовские мастера братья Федоровы.
Архитектором-строителем Саратовского университета оставался К. Л. Мюфке и после Февральской и Октябрьской революций 1917 года. Одновременно с этим (с 1920 года) он являлся профессором гражданской архитектуры и архитектурных форм Саратовского политехнического института, а также профессором архитектуры и архитектурного проектирования в Саратовском инженерно-проектном институте. Лекции известного архитектора были настолько интересными, что послушать их приходили студенты других факультетов и институтов. На лекциях профессора Мюфке, глубоких и эмоциональных, студенты забывали о голодном времени и холодной аудитории.
В 1924 году были выделены средства для продолжения работ по строительству университетских корпусов в клиническом городке. Руководителем был назначен К. Л. Мюфке. Одновременно он занимается ремонтом учебных корпусов университета, разрабатывает проекты для института «Микроб».

## Стиль
По творческой деятельности Мюфке в Саратове можно четко проследить становление вкуса и авторского почерка архитектора. В Казани молодой Карл Людвигович запроектировал достаточно амбициозные постройки. Они отличались по стилю друг от друга, все были яркими и неординарными — и Художественная школа в «русском» стиле, и Национальная библиотека — эклектика в смешении с модерном, и Собственный дом — один из первых домов Казани в стиле модерн. А в Саратове же видно затихание творческих исканий Мюфке, сильнее чувствуется влияние строгого классического образования, полученного в Академии художеств. В архитектуре первых трех корпусов комплекса Саратовского университета искусно применен эффект многосюжетности восприятия здания, сочетание различных стилей, в основном неоклассики и модерна, на разных фасадах, в разных помещениях.
«Некоторые авторы (А. П. Осятинский [1]) называли это пагубным влиянием „невыразительным форм“ модерна, навязанных „заказчиками“. Но, возможно, это всего лишь видение Мюфке, который так и не смог найти себя в каком-либо стиле» — пишет Ю. И. Глазырина в статье «Творческая деятельность Карла Мюфке в Саратове».

## Память
- В 1934 году, в дни празднования 25-летия со дня открытия Саратовского университета, на его зданиях были установлены мемориальные доски, посвященные архитектору-художнику Карлу Людвиговичу Мюфке, впервые в истории города создавшему целый архитектурный ансамбль, отличающийся единством замысла и высоким качеством исполнения. Также мемориальные доски в память об архитекторе установлены в Саратове на его доме и в Казани на фасаде художественной школы.
- В честь К. Л. Мюфке назван сквер и бульвар в Саратове между улицами Тархова и Зыбина.
- В 2019 году на территории Саратовского государственного медицинского университета архитектору установлен памятник.

- Памятник Мюфке К.Л. ул. Большая Казачья, СГУ
- Памятник Мюфке К.Л. вид от 9 корпуса СГУ